# Archidiecezja Numea
Archidiecezja Numea – archidiecezja Kościoła rzymskokatolickiego obejmująca całe terytorium Nowej Kaledonii. Powstała w 1847 roku jako wikariat apostolski Nowej Kaledonii. W czerwcu 1966 została podniesiona do rangi archidiecezji.

## Ordynariusze

### Wikariusze apostolscy Nowej Kaledonii
- Guillaume Marie Douarre SM (1847–1850 lub 1853[a])
- Pierre Rougeyron SM (1855–1873)
- Pierre-Ferdinand Vitte SM (1873–1880)
- Alphonse-Hilarion Fraysse SM (1880–1905)
- Claude-Marie Chanrion SM (1905–1937)
- Edoardo Bresson SM (1937–1956)
- Pierre-Paul-Émile Martin SM (1956–1966)

### Arcybiskupi Numei
- Pierre-Paul-Émile Martin SM (1966–1972)
- Eugène Klein MSC (1972–1981)
- Michel-Marie Calvet SM (1981–2025)
- Susitino Sionepoe SM (od 2025)